# Fahneneid der NVA
Der Fahneneid wurde in der DDR durch jeden zur Nationalen Volksarmee (NVA) Einberufenen bei seiner Vereidigung geleistet. Der Wortlaut war Bestandteil des Wehrdienstgesetzes. Zunächst nur als „Schwur“ bezeichnet, wurde er erst ab 1962 zum „Fahneneid“.

## Wortlaut

### 1959–1961
Ich schwöre

Meinem Vaterland, der Deutschen Demokratischen Republik,

allzeit treu zu dienen, sie auf Befehl der Arbeiter- und Bauernregierung

unter Einsatz meines Lebens gegen jeden Feind zu schützen,

den militärischen Vorgesetzten unbedingten Gehorsam zu leisten,

immer und überall die Ehre unserer Republik und ihrer Nationalen Volksarmee zu wahren.

### 1962–1989
Ich schwöre

Der Deutschen Demokratischen Republik,

meinem Vaterland, allzeit treu zu dienen

und sie auf Befehl der Arbeiter-und-Bauern-Regierung

gegen jeden Feind zu schützen.

Ich schwöre

An der Seite der Sowjetarmee und der Armeen

der mit uns verbündeten sozialistischen Länder

als Soldat der Nationalen Volksarmee

jederzeit bereit zu sein,

den Sozialismus gegen alle Feinde zu verteidigen

und mein Leben zur Erringung des Sieges einzusetzen.

Ich schwöre

Ein ehrlicher, tapferer, disziplinierter

und wachsamer Soldat zu sein,

den militärischen Vorgesetzten

unbedingten Gehorsam zu leisten,

die Befehle mit aller Entschlossenheit zu erfüllen

und die militärischen und staatlichen Geheimnisse

immer streng zu wahren.

Ich schwöre

Die militärischen Kenntnisse gewissenhaft zu erwerben,

die militärischen Vorschriften zu erfüllen

und immer und überall die Ehre unserer Republik

und ihrer Nationalen Volksarmee zu wahren.

Sollte ich jemals diesen meinen feierlichen Fahneneid verletzen,

so möge mich die harte Strafe des Gesetzes unserer Republik

und die Verachtung des werktätigen Volkes treffen.

Angehörige der Grenztruppen der DDR, der VP-Bereitschaften sowie des Ministeriums für Staatssicherheit (MfS) schworen jeweils einen abgewandelten Fahneneid. Offiziere leisteten zusätzlich zum Eid ein Gelöbnis. Bausoldaten legten ausschließlich ein Gelöbnis ab.

### 1990
Die Volkskammer verabschiedete am 26. April 1990 eine neue Eidesformel. Vor der Vereidigung am 20. Juli 1990, dem Jahrestag des Hitler-Attentats, wurde der Tagesbefehl des Ministers für Abrüstung und Verteidigung der DDR Rainer Eppelmann verlesen. Berufssoldaten, die den alten Eid abgelegt hatten, wurden davon entbunden und nach der neuen Eidesformel vereidigt.
Ich schwöre,

getreu den Gesetzen der Deutschen Demokratischen Republik,

meine militärischen Pflichten stets diszipliniert und ehrenhaft zu erfüllen.
Ich schwöre,

meine ganze Kraft zur Erhaltung des Friedens

und zum Schutz der Deutschen Demokratischen Republik einzusetzen.
Wer diesen Eid nicht leisten wollte, sollte ursprünglich sofort wegen „ungenügender Eignung für den militärischen Beruf“ entlassen werden. Da die Gefahr bestand, dass viele qualifizierte NVA-Angehörige den Eid verweigern könnten, um schnell aus dem Dienst ausscheiden zu können, wurde die Festlegung des Entlassungstermins bis Ende Dezember in die Verantwortung der einzelnen Kommandeure übertragen.